# Haleyville (Alabama)
Haleyville es una ciudad ubicada en los condados de Winston y Marion en el estado estadounidense de Alabama. En el año 2000 tenía una población de 4182 habitantes y una densidad poblacional de 217,8 personas por km².

## Geografía
Haleyville se encuentra ubicada en las coordenadas 34°13′48″N 87°37′8″O / 34.23000, -87.61889. Según la Oficina del Censo, la localidad tiene un área total de 19 km² (7,3 mi²), de la cual 19 km² (7,3 mi²) es tierra y 0 km² (0 mi²) (0.00%) es agua.

## Demografía
Según la Oficina del Censo en 2000 los ingresos medios por hogar en la localidad eran de $24,907, y los ingresos medios por familia eran $33,875. Los hombres tenían unos ingresos medios de $27,028 frente a los $18,312 para las mujeres. La renta per cápita para la localidad era de $16,139. Alrededor del 35,9% de la población estaban por debajo del umbral de pobreza.